# John Hookham Frere
John Hookham Frere (21 mai 1769 - 7 janvier 1846) est un diplomate et auteur anglais.

## Jeunesse

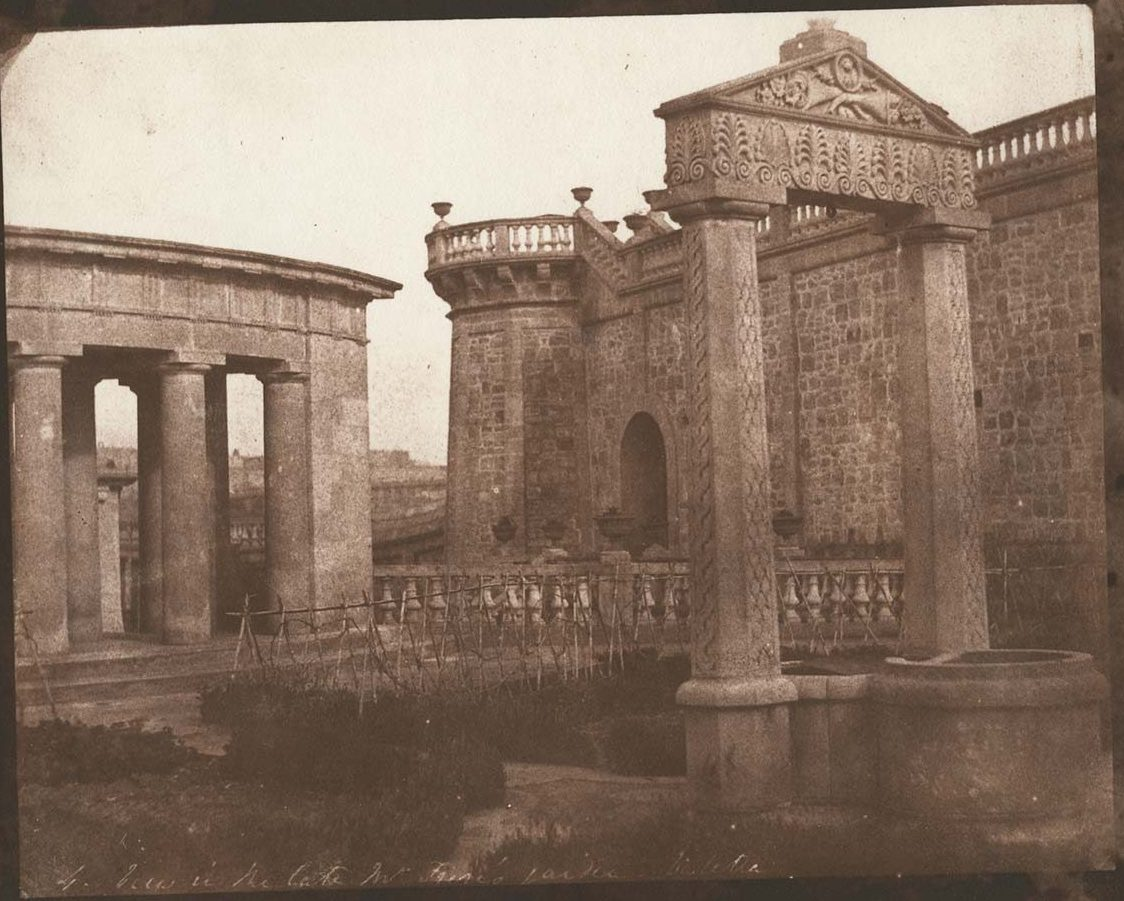
Photographie de Calvert Jones montrant le jardin de Frere à Malte, prise quelques mois après la mort de ce dernier en 1846

Frere est né à Londres. Son père, John Frere, membre d'une famille du Suffolk, a fait ses études au Caius College, à Cambridge, et devient Second Wrangler en 1763. Sa mère, Jane, fille de John Hookham, un riche marchand londonien, est cultivée et écrit des vers en privé. La sœur de son père, Ellenor Fenn (en), qui a épousé Sir John Fenn, rédacteur en chef des Paston Letters, écrit des ouvrages éducatifs pour les enfants sous les pseudonymes "Mrs Lovechild" et "Mrs Teachwell". Young Frere est envoyé au Collège d'Eton en 1785, et il commence une amitié avec George Canning qui affecte grandement sa vie. D'Eton, il va à l'université de son père à Cambridge et obtient son baccalauréat en 1792 et sa maîtrise en 1795. Il entre dans la fonction publique au ministère des Affaires étrangères sous Lord Grenville et siège de 1796 à 1802 en tant que député de l'arrondissement de West Looe en Cornouailles.

## Carrière

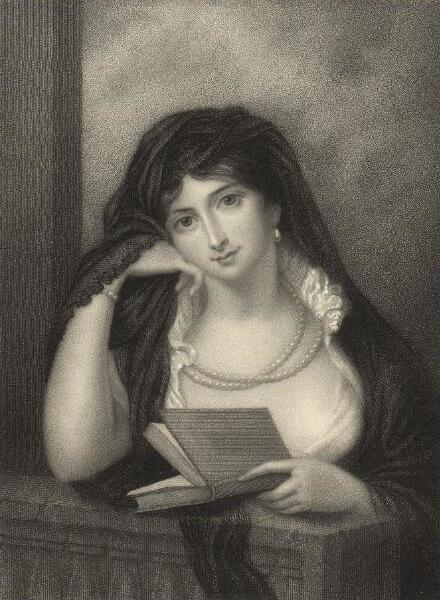
La comtesse douairière d'Erroll, qu'il épouse en 1816

Dès son enfance, il admire William Pitt le Jeune, et avec Canning, il défend son gouvernement, et contribue aux pages de l'Anti-Jacobin, édité par Gifford. Il contribue, en collaboration avec Canning, à écire Les Amours des triangles, une parodie des Amours des plantes d'Erasmus Darwin, The Needy Knife-Grinder et The Rovers. Lors de la promotion de Canning à la chambre de commerce en 1809, il lui succède au poste de sous-secrétaire d'État aux Affaires étrangères. En octobre 1800, il est nommé envoyé à Lisbonne ; et en septembre 1802, il est transféré à Madrid, où il reste deux ans. Il est rappelé en raison d'un désaccord personnel qu'il a avec le Premier ministre espagnol Godoy, mais le ministère montre son approbation de son action avec une pension de 700 £ par an.
Frere est nommé membre du Conseil privé en 1805. En 1807, il est nommé plénipotentiaire à Berlin, mais la mission est abandonnée et Frere est envoyé en Espagne en 1808 comme plénipotentiaire auprès de la junte centrale. L'état de l'Espagne rend sa position difficile. Lorsque Napoléon commence à avancer sur Madrid, il devient très important de décider si Sir John Moore, qui se trouve alors dans le nord de l'Espagne, devait occuper la capitale ou se retirer, et s'il se retirait s'il devait se rendre au Portugal ou en Galice. Frere sent fermement que le plus audacieux est le meilleur cours, et il impose ses vues avec une insistance qui dépasse parfois les limites de sa commission. Après la désastreuse retraite de La Corogne, le public accuse Frere d'avoir mis en danger l'armée britannique ; bien qu'aucune censure directe n'ait été émise sur sa conduite par le gouvernement, il est rappelé et le marquis Wellesley est nommé à sa place.
Cela met fin à la vie publique de Frere. Il refuse ensuite de se rendre à Saint-Pétersbourg comme ambassadeur et décline deux fois la pairie. En 1816, il épouse Elizabeth Jemima Hay, comtesse douairière d'Erroll. En 1820, en raison de sa santé défaillante, il se rend avec elle à Malte, où il passe le reste de sa vie. À la retraite, il se consacre à la littérature, étudie ses auteurs grecs préférés et apprend lui-même l'hébreu et le maltais. Il accueille des invités anglais, est populaire auprès de ses voisins maltais et se lie d'amitié avec Mikiel Anton Vassalli, le premier professeur de maltais à l'Université de Malte. Il est mort à Villa Frere à Pietà près de La Valette et est enterré au cimetière de Msida Bastion.
En 1833-1834, en tant que président du Conseil général de l'Université de Malte, il fait don de quatre-vingt-cinq volumes de livres médicaux à la collection de la bibliothèque publique avec l'intention spécifique d'être "à l'usage des jeunes étudiants de l'art médical" .

## Œuvres
La réputation littéraire de Frere repose désormais sur ses traductions en vers d'Aristophane. Les traductions de The Acharnians, The Knights, The Birds et The Frogs sont imprimées en privé et sont d'abord portées à la connaissance générale par George Cornewall Lewis au Classical Museum en 1847. Ils sont suivis par Théognis Restilutus, l'histoire personnelle du poète Théognis de Mégare. En 1817, il publie un poème arthurien simulé et héroïque, Prospectus and Specimen of an prévu National Work, par William et Robert Whistlecraft, de Stowmarket dans le Suffolk, Harness and Collar Makers . William Tennant dans Anster Fair utilise l'ottava rima pour la poésie semi-burlesque cinq ans plus tôt, mais l'expérience de Frere est intéressante parce que Byron l'emprunte dans Don Juan.
Les œuvres complètes de Frere sont publiées en 1871, avec un mémoire de ses neveux, WE et Henry Bartle Frere.